# Harry Potter y el cáliz de fuego
Harry Potter y el cáliz de fuego (título original en inglés: Harry Potter and the Goblet of Fire) es el cuarto libro de la serie literaria llamada Harry Potter, escrita por la autora británica J. K. Rowling en 2000. Ella, antes de que se publicase el libro advirtió que uno de los personajes del libro moriría, dejando mucha especulación acerca de quién podría ser.
Tras la trilogía algo más infantil que son los anteriores tres volúmenes, El cáliz de fuego da paso a una nueva época en la narrativa de J. K. Rowling adoptando temas y un tono más sombrío. El tamaño del libro también aumenta: los primeros tres contenían alrededor de 300 páginas, mientras que, desde Harry Potter y el cáliz de fuego, los libros rondarán las 600.
En el 2005 se realizó una película basada en este libro, dirigida por Mike Newell, primer director inglés que se hace cargo de la saga. La película estuvo protagonizada por Daniel Radcliffe, Emma Watson y Rupert Grint contando además con la participación de actores británicos como Ralph Fiennes, Maggie Smith, Alan Rickman, Robert Pattinson, Brendan Gleeson y Miranda Richardson en el reparto.
J. K. Rowling prometió que sería el libro más largo de la saga, rompiendo su promesa con el quinto volumen. Aparte, el séptimo libro resultó ser más largo también que El cáliz de fuego, pero el quinto libro es el más largo de toda la serie.

## Sinopsis

### Contexto
A lo largo de las tres novelas anteriores pertenecientes a la saga de Harry Potter, el protagonista, Harry Potter lucha con las dificultades acarreadas por su adolescencia y por el hecho de ser un mago famoso. Cuando Harry era un niño pequeño, Voldemort, el mago tenebroso más poderoso de la historia, había asesinado a los padres de Harry, pero luego se había desvanecido misteriosamente después de que su maldición asesina en contra de Harry rebotase. El hecho había causado que Harry adquiriera fama inmediata y que fuese colocado bajo los cuidados de sus tíos muggles, Petunia y Vernon, quienes a su vez tenían un hijo llamado Dudley Dursley.
Harry descubre que es un mago a los once años de edad e ingresa en el Colegio Hogwarts de Magia y Hechicería. Allí, crea amistad con Ron Weasley y Hermione Granger y se enfrenta con lord Voldemort, quien en varias ocasiones intenta regresar al poder. En el primer año de Harry en la escuela, debe proteger la Piedra Filosofal para evitar que Voldemort y uno de sus fieles vasallos, un profesor de Hogwarts, la obtuviesen. Después de regresar a la escuela, pasadas las vacaciones de verano, los estudiantes de Hogwarts sufren ataques debido a la apertura de la legendaria "Cámara de los Secretos". Harry termina con los ataques cuando mata a un basilisco y frustra un nuevo intento de lord Voldemort para recuperar su fortaleza. Al año siguiente, Harry descubre que era el principal objetivo de un asesino prófugo llamado Sirius Black. Pese a las extremas medidas de seguridad que se aplican en Hogwarts, Harry se encuentra con Black al final de su tercer curso, y descubre que en realidad éste es inocente y es su padrino. También descubre que Peter Pettigrew, el amigo de Sirius y James Potter, había sido el que había traicionado a sus padres y entregado a Voldemort.

### Argumento
El libro comienza cuando Harry Potter sueña con Frank Bryce, el antiguo jardinero de la mansión de la familia Riddle, quien es descubierto cuando oía una conversación entre un deformado lord Voldemort y su sirviente, Peter Pettigrew. En el sueño de Harry, Voldemort asesina a Bryce. Más tarde, durante el verano, Harry, Hermione Granger y la familia Weasley viajan a presenciar la Copa Mundial de Quidditch. Allí, los mortífagos, los secuaces de Voldemort, aterrorizan a todos, capturan una familia de muggles y huyen cuando ven la Marca Tenebrosa en el cielo. 
Albus Dumbledore anuncia durante el banquete de bienvenida en Hogwarts que la escuela sería la sede del Torneo de los Tres Magos, una competencia interescolar. Un estudiante de cada una de tres escuelas de magia sería elegido por el cáliz de fuego para competir en el torneo. Las otras dos instituciones de magia, la Academia Beauxbatons y el Instituto Durmstrang, llegan a Hogwarts dos meses después de comenzado el año escolar. Los campeones que elige el cáliz de fuego son Fleur Delacour de Beauxbatons, Viktor Krum de Durmstrang y Cedric Diggory de Hogwarts. Misteriosamente, Harry también es elegido, pese a que no había ingresado su nombre en el cáliz del fuego. Ron Weasley se enfurece con él, ya que pensaba que Harry había encontrado una manera de entrar sin habérselo contado, y deja de hablarle.
El nuevo profesor de Defensa contra las Artes Oscuras es Alastor "Ojoloco" Moody, un antiguo Auror y amigo de Dumbledore. En clase, les enseña y demuestra a sus alumnos, de manera ilegal, las tres maldiciones imperdonables: imperius, el cual obliga a la víctima a someterse a la voluntad del victimario; cruciatus, un hechizo que sirve para torturar a la víctima; y el maleficio asesino, avada kedavra. Harry descubre que es la única persona que ha sobrevivido jamás a la maldición asesina, el cual Voldemort había echado sobre él cuando era un bebé. 

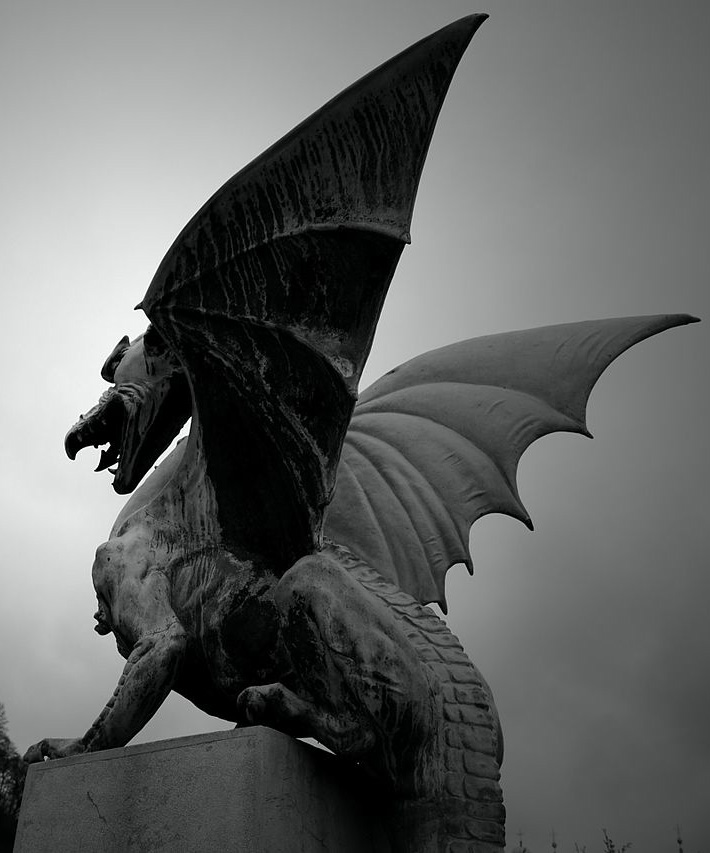
La primera tarea del Torneo de los Tres Magos tiene como principal desafío los dragones.

La primera de las tres pruebas del Torneo de los Tres Magos consiste en atrapar un huevo de oro protegido por un dragón. Harry completa la tarea gracias a la ayuda previa de Rubeus Hagrid y de Moody. 
Después de la prueba, Ron y Harry hacen las paces, ya que Ron, al ver el peligro mortal bajo el que se encontraba su amigo, se da cuenta de que era cierto que no había ingresado su nombre en el cáliz. Luego, Minerva Mcgonagall sorprende a los alumnos comunicándoles que habrá un Baile el día de Navidad. Harry le pide a Cho Chang que sea su pareja, pero ella le dice que ya estaba comprometida con Cedric Diggory. Finalmente, Harry asiste con Parvati Patil, y Ron, luego de haber sido rechazado por Fleur Delacour, asiste con Padma Patil ( la hermana gemela de Parvati). Ron se enfada mucho cuando ve que Hermione es la pareja de Viktor Krum, y siente tantos celos que hiere a Hermione y trata mal a Krum. Harry sale un rato al patio junto a Ron, y ven a Karkarof y a Snape hablando apresuradamente sobre algo que " está más oscuro " (la Marca Tenebrosa en el brazo de Karkarof), y también descubren que Hagrid es un semigigante, lo que le ocasiona una pelea con Madame Maxime, ya que ella no quiere afirmar que es semigigante también. 
Meses después, Harry decide seguir el consejo de Cedric e ir al baño de los Prefectos para descubrir el enigma del huevo. Lo abre debajo del agua, y escucha el canto de unos seres. Myrtle lo ayuda, y Harry descubre que son las sirenas del lago, y que se llevaron algo suyo.
La segunda prueba requiere la recuperación de algo muy importante que había sido tomado de cada campeón y escondido en el lago de Hogwarts. Diez minutos antes de la prueba, Dobby, el elfo doméstico, le entrega a Harry unas branquialgas que le permiten respirar bajo el agua. Harry encuentra los cuatro "objetos importantes" de cada participante del torneo: Ron, Hermione, Cho Chang y la hermana menor de Fleur, Gabrielle Delacour. Se ve obligado a rescatar a Gabrielle junto con Ron dado que Fleur no aparece, por lo que pierde la prueba pero gana puntos extra por su "calidad moral".  
Rita Skeeter, una periodista de El Profeta, a lo largo del año escolar escribe muchas mentiras sobre Harry, Hagrid (revela que es hijo de una giganta y, por lo tanto, un semigigante) y Hermione, quien tiene una relación amistosa con Viktor Krum. Skeeter concerta entrevistas secretas con estudiantes de Slytherin para tener testimonios que respalden sus historias, pero nadie logra explicarse cómo obtiene datos tan secretos. Al principio, Harry sospecha que Rita tiene una capa invisible, pero Hermione sabe que Moody sería capaz de ver a través de la capa con su ojo mágico. Luego, Harry piensa que la periodista podría tener micrófonos ocultos en el colegio, pero Hermione le explica que la electricidad no funciona en Hogwarts porque hay demasiada magia en el aire. Sobre el final del libro, Hermione finalmente se da cuenta del plan de Skeeter: es una animaga no registrada que puede transformarse en escarabajo. Harry y Ron se dan cuenta de que había un escarabajo en los lugares en que pasaban las cosas que Rita luego descubría, y que los de Slytherin estaban al corriente de todo. Finalmente, Hermione atrapa a Skeeter cuando ésta tiene forma de escarabajo, la encierra en un frasco y no la libera hasta que el tren llega a Londres, bajo amenaza de informar a las autoridades de su condición de animaga ilegal si vuelve a escribir historias sobre ellos.
Una noche, Harry y Krum se tropiezan con Barty Crouch, Sr., un miembro del Ministerio. Crouch se encuentra muy trastornado y demanda ver a Dumbledore. Harry corre a buscarlo, pero cuando regresa con él, encuentran que Krum está inconsciente y que Crouch ha desaparecido. Harry descubre más detalles sobre la familia Crouch cuando ve uno de los recuerdos de Dumbledore en el Pensadero, una vasija que sirve para depositar memorias. En el recuerdo, el mortífago Barty Crouch, Jr. es enviado a Azkaban por su padre, por haber ayudado a Bellatrix Lestrange a torturar a Frank y Alice Longbottom, los padres de Neville, hasta haberlos vuelto locos.

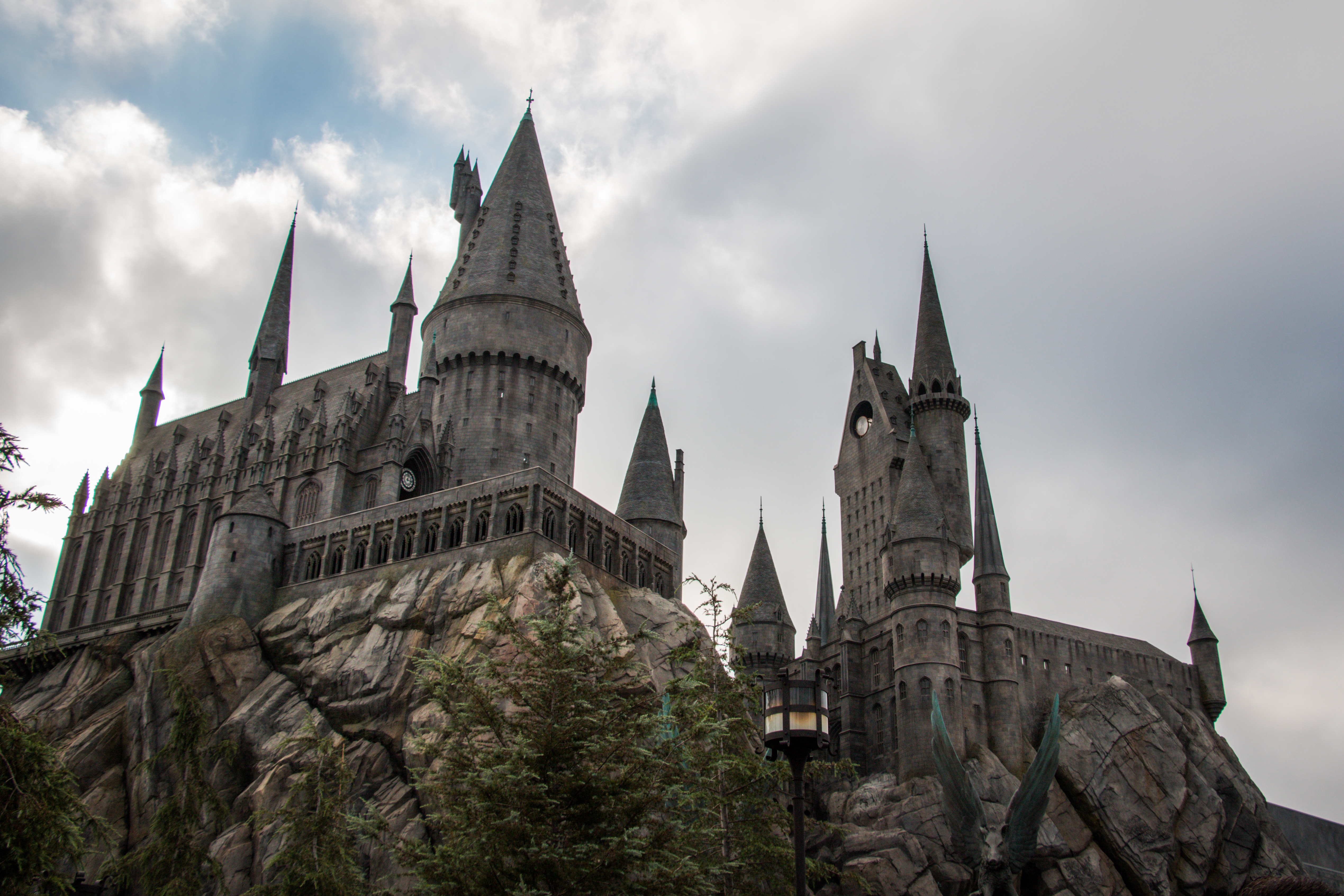
El Colegio Hogwarts de Magia y Hechicería es el escenario principal de la trama.

La tercera y última prueba del torneo consiste en un laberinto lleno de obstáculos mágicos. Harry y Cedric logran llegar al centro del laberinto juntos, prestándose ayuda mutua. Alcanzan la Copa y deciden tomarla al mismo tiempo, para que ambos sean los ganadores. Sin embargo, la copa resulta ser un traslador que los transporta a un viejo cementerio en Pequeño Hangleton, donde ven a Pettigrew y a un deformado lord Voldemort. Pettigrew mata a Cedric de inmediato y ata a Harry a la tumba de Riddle, el padre de Voldemort. Luego usa un hueso de la tumba, unas gotas de sangre de Harry y su propia mano cortada para preparar una poción mágica que le da Voldemort un cuerpo nuevo. 
Voldemort reúne a los mortífagos y revela que uno de sus vasallos, en Hogwarts, se había asegurado de que Harry participase en el Torneo, lo ganara y luego fuese conducido al cementerio. Harry trata de desarmar a Voldemort con el conjuro Expelliarmus exactamente al mismo tiempo que su oponente usa el maleficio asesino. Dado que las varitas mágicas son gemelas, los dos hechizos chocan y evitan que cada uno llegue a su destino: se produce un lazo entre ambos y la varita de Voldemort comienza a mostrar los últimos hechizos que había llevado a cabo, en su mayoría asesinatos. La sombra de las víctimas más recientes de Voldemort aparecen en el cementerio, incluyendo a Cedric, James Potter y Lily Potter. Las sombras protegen a Harry y le permiten escapar, junto al cuerpo de Cedric, de regreso a Hogwarts, dejando atrás a un enfurecido Voldemort. 
Harry, llevando el cuerpo de Cedric, regresa a los terrenos del colegio. Moody toma a Harry del brazo y lo lleva a su despacho, donde revela que él es el vasallo de Voldemort y trata de matar a Harry. Dumbledore, Severus Snape y Minerva McGonagall lo detienen justo a tiempo, y luego el director le da Veritaserum, la poción de la verdad, a Moody, quien es en realidad Barty Crouch, Jr.. Crouch había escapado de Azkaban y, durante el último año, había estado usando poción multijugos para hacerse pasar por el verdadero Alastor Moody, quien se encuentra secuestrado y encerrado en un baúl. Cornelius Fudge, el ministro de la Magia, llega a Hogwarts pero se niega a creerles a Dumbledore y a Harry cuando éstos le dicen que Voldemort había regresado. Mientras Harry está en la enfermería, Sirius llega para ver a su ahijado, y le da un apretón de manos a Snape. Hermione, en ese momento, atrapa a un escarabajo, que resulta ser Rita Skeeter, la odiosa periodista que atormentó a Harry durante todo el año distorsionando sus palabras en las entrevistas. 
Harry es declarado ganador del Torneo de los Tres Magos y se le otorgan mil galeones en concepto de premio. Unos días más tarde, Dumbledore da un discurso en el banquete de despedida, lamentando la muerte de Cedric y contándoles a todos la verdad sobre Voldemort. Ya de regreso en Londres, en la estación de King's Cross, y luego de que los padres de Cedric se hubiesen negado a recibir el dinero, Harry les entrega a Fred y George Weasley el premio de mil galeones, para que puedan abrir una tienda de bromas, y regresa a la casa de los Dursley para pasar otro verano abrumador.

## Críticas

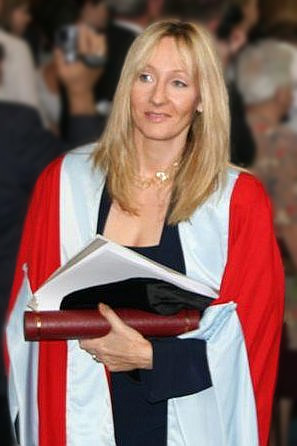
J. K. Rowling, es la autora del libro.

Harry Potter y el cáliz de fuego ha recibido críticas en su mayoría positivas. En The New York Times Book Review, Stephen King dijo que Harry Potter y el cáliz de fuego «resultó ser tan buena como Harry Potter 1 a 3» y alabó el humor y subtramas, aunque comentó que «también hay una cantidad moderadamente pesada de peleas de adolescentes... es una cosa adolescente». Kirkus Reviews la llamó «otra gran historia de magia y misterio [...] y haciendo clic tan suavemente que parece más corta de lo que es». Sin embargo, comentaron que tendía a retrasarse, especialmente al final, donde dos "chicos malos" detuvieron la acción para dar explicaciones extensas, y que los problemas que se resolverían en las secuelas dejarían «incómodos a muchos lectores, particularmente a los estadounidenses». Para The Horn Book Magazine, Martha V. Parravano dio una crítica agridulce, diciendo que «algunos se encuentran de gran alcance, de manera convincente por escrito, y la absorción, mientras que otros, larga y laberíntica, y tortuosamente plagado de adverbios». Una crítica de Publishers Weekly alabó «pistas falsas, las pistas ingeniosas y sorpresas difíciles que desarmar al público más atento» del libro y diciendo que «podría ser su más emocionante todavía». Escribiendo para The New Yorker, Joan Acocella señaló que «donde los volúmenes anteriores se movían como un rayo, aquí el ritmo es más lento, la energía más dispersa. Al mismo tiempo, el tono se vuelve más sombrío».
Kristin Lemmerman, de CNN, dijo que no es una gran literatura: «Su prosa tiene más en común con su típico atuendo de playa y el comienzo contiene demasiadas recapitulaciones para presentar personajes a los nuevos lectores, aunque Rowling rápidamente retoma el camino, presentando a los lectores a una serie de nuevos personajes bien dibujados». Escribiendo para Salon.com, Charles Taylor era generalmente positivo sobre el cambio de humor y el desarrollo de los personajes. La revisora de Entertainment Weekly, Kristen Baldwin, otorgó a El cáliz de fuego el grado de A-, elogiando el desarrollo de los personajes y los muchos temas presentados. Sin embargo, le preocupaba que un clímax impactante pudiera ser una fábrica de pesadillas para los lectores jóvenes.

## Adaptación
En 2005, cinco años después de la publicación del libro, se estrenó la cinta  Harry Potter y el cáliz de fuego dirigida por el británico Mike Newell, realizador -entre otros filmes- de Cuatro bodas y un funeral y Donnie Brasco.
La película contó con el guion de Steve Kloves, mismo responsable de las adaptaciones previas a la pantalla grande, y con una lujosísima producción, en la que de destaca la dirección de arte (que consiguió una nominación a los Oscar), los efectos visuales y el vestuario. El elenco es el mismo que en las películas anteriores, con las incorporaciones de Brendan Gleeson, Miranda Richardson y Ralph Fiennes.

## Plagio
Desde 2004, los descendientes del escritor inglés Adrian Jacobs han mantenido una tesis sobre la cual existiría un supuesto plagio en el que J. K. Rowling habría tomado varios elementos del libro The adventures of Willy the Wizard Nº 1 Livid Land, escrito en 1987 por Jacobs, para construir la historia de Harry Potter y el cáliz de fuego. En la demanda, los herederos de Jacobs destacan, entre otras semejanzas, las referencias a un tren y a una prisión mágica, como también la de escenas en la que los protagonistas intentan  rescatar a amigos que están prisioneros por criaturas semi-humanas en un baño, así como la participación de los protagonistas en torneos de magia. Al respecto, a través de un comunicado, Bloomsbury Publishing, la editorial de Harry Potter, ha declarado que «Las acusaciones de plagio realizadas por el patrimonio de Adrian Jacobs son infundadas, no comprobadas y falsas», que Rowling «nunca oyó hablar de Adrian Jacobs o vio, leyó o escuchó su libro Willy the Wizard hasta la realización de la primera reclamación en 2004, casi siete años después de la publicación del primer libro en la muy anunciada serie de Harry Potter» y que en el primer proceso legal, realizado por el hijo de Jacobs en 2004, «la demanda no pudo identificar algún texto en los libros de Harry Potter de los que se decía copiaba a Willy the Wizard». Actualmente existe una reclamación legal al respecto, por la suma de 500 millones de libras esterlinas, en el Alto Tribunal de Londres.

## Errores del libro
J. K. Rowling escribió que de la varita de Voldemort salía primero el espectro de James que el de Lily, cuando debería ser al revés, porque James murió primero y supuestamente los espectros salen en orden inverso al que mueren. La autora escribió en su sitio web, acerca de este error:

Lily primero, luego James. Así es como aparece en mi manuscrito original pero estábamos bajo una gran presión para editarlo rápido y mi editor estadounidense creyó que debía ser al revés, y él es muy bueno encontrando pequeños errores que lo cambié sin pensarlo, y luego me di cuenta que debía ser como estaba originalmente. No dormíamos mucho en aquella época.

Las versiones siguientes del libro corrigieron este error, al igual que lo hizo la editorial Salamandra en la traducción española.

## Aclaraciones del libro
Al final del libro, Harry sigue viendo los carruajes que lo llevan al expreso sin animal alguno que tiren de ellos; es decir: no ve a los thestrals a pesar de haber presenciado la muerte de Cedric (como ocurre en el siguiente libro). Esto lo explicó Rowling, diciendo que Harry tenía que comprender la muerte y aceptarla, por eso es que puede ver a los thestrals al regresar a Hogwarts para su quinto año.

## Caso de Natalie McDonald
En la ceremonia de selección se nombra a «McDonald, Natalie». En el verano de 1999, los tres primeros libros (los únicos publicados hasta el momento) proporcionaron a una niña de nueve años, llamada Natalie McDonald, de Toronto, una evasión de su lucha contra la leucemia. Sabedor de cuánto le gustaba Harry Potter a Natalie, un amigo de la familia McDonald se puso en contacto con el editor de J.K. Rowling, quien le transmitió el mensaje. La autora le escribió un correo electrónico a Natalie y su madre en el que revelaba detalles que aún no se conocían de Harry Potter y el cáliz de fuego, pero desgraciadamente llegó al día siguiente de la muerte de Natalie. Su madre contestó para dar las gracias a Rowling por su amabilidad, y entre ambas surgió una amistad. En el libro, la autora rindió homenaje a Natalie convirtiéndola en una estudiante de primer curso, y seleccionándola para la casa Gryffindor.